# La vita autentica
La vita autentica è un saggio di Vito Mancuso del 2009.
Per capire appieno quest'ultima opera è necessario chiarire cosa s'intenda per autenticità, sia nel significato più generico, sia in quello specifico della filosofia e della teologia.

## L'autenticità
Il primo immediato significato di autenticità è nell'uso più comune quello riferito ad un oggetto, ad esempio l'autenticità di un'opera d'arte giudicata come prodotta da un sicuro autore, o ad una persona, che viene riconosciuta come genuina, schietta, spontanea nel suo essere e nei suoi comportamenti.
Nella terminologia giuridica l'autenticità riguarda la verità di un atto legale non per il suo contenuto ma per la forma e per l'origine dell'atto stesso. Un documento ad esempio è autentico quando è stato compilato nelle forme prescritte dalla legge o da chi ha l'autorità per redigerlo, non per le considerazioni in esso contenute.
Nella filosofia dell'esistenzialismo si parla di autenticità riferita a quel tipo di esistenza che rispecchia la vera realtà interiore dell'individuo caratterizzato dalla singolarità, dal possibile, dalla scelta angosciosa contrapposta alla falsa sicurezza e a quell'esistenza condotta secondo la scialba, abituale quotidianità di una vita superficiale o che rispecchia ipocritamente i comportamenti sociali. Di segno diverso è l'autenticità nella filosofia nicciana che può essere riportata ad una vita vissuta secondo l'ideale dionisiaco.
Nella teologia cattolica l'autenticità esistenziale è quella determinata dall'incarnazione di Dio che ha dato il senso vero, autentico alla vita dell'uomo: «l'autenticità esistenziale è stata resa possibile dall'incarnazione di Dio, dalla stessa esistenza concreta di Cristo Salvatore. E tale modo di esistere è l'unità e la comunione delle persone nel Corpo mistico divino-umano della Chiesa, è l'unità della Chiesa Una e Cattolica, l'icona del Prototipo Trinitario dell'esistenza umana.»

## L'autenticità soggettiva e oggettiva
Se è difficile determinare l'autenticità di un oggetto, ad esempio di un'opera d'arte tanto più deve esserlo per definire una vita come autentica cioè chiedersi che cos'è che fa di un uomo un vero uomo «al di là di quello che possiede, di quello che sa, e anche al di là di quello che compie. Che un uomo non sia autentico grazie alle sue ricchezze o alla sua erudizione, penso non ci sia bisogno di rimarcare. Ma io aggiungo che non bastano neppure le azioni, perché persino dietro atti eroici e gesti sublimi di carità ci può essere solo narcisismo. Lo sottolineava già san Paolo: 'Se anche dessi in cibo tutti i miei beni ma non avessi l'amore, a nulla mi servirebbe'».
Il concetto di autenticità ha una connotazione soggettiva e una oggettiva. Per la prima l'autenticità è la sincerità che l'uomo ha con sé stesso, quando cioè non si finge di essere quello che non è, quando è genuinamente quello che il suo carattere lo fa essere. A questa interiorità spontanea e autentica deve però corrispondere un coerente comportamento esterno: vi deve essere un accordo tra le vere caratteristiche interiori e il rapporto con gli altri: nel senso che l'uomo soggettivamente autentico accorda il suo temperamento a ciò che dice e fa: dice ciò che pensa, fa quello in cui crede.
Per una vita autentica però occorre definire anche la dimensione oggettiva. Un individuo cioè può essere in armonia con sé stesso ma tuttavia condurre una vita sbagliata. Essere coerenti con sé stessi non basta quando la vita viene condotta alla luce di un ideale sbagliato: quando ad esempio un fanatico religioso ispira il suo comportamento alla sua fede conducendo una vita di rinunce e di preghiera è soggettivamente autentico «Ma l'ideale a cui un uomo è fedele può essere distruttivo per gli altri e una prigione per lui. Occorre quindi un secondo livello per una vita realmente autentica, il livello che concerne la qualità dell´ideale che attrae e modella l'energia vitale.»

## La vita autentica
Bisogna cioè rinunciare e modificare i propri convincementi e passioni per adeguarli a ciò che è vero e giusto non solo per sé ma anche per gli altri. Approfondire in questo modo la sua dimensione soggettiva  «divenendo un vero uomo. È la vita autentica. Il vero uomo è colui che ha trovato qualcosa più grande di sé per cui vivere, ma che proprio per questo acquisisce un timbro personale inconfondibile. Si consegna a qualcosa più grande, ma lungi dall´alienarsi diviene veramente se stesso».

## Le critiche della teologia cattolica
L'opera di Mancuso è stata variamente criticata dalla rivista dei gesuiti Civiltà cattolica che contesta al teologo che «la conduzione del discorso risulta molto ambigua ed equivoca , per non dire contraddittoria» e che alla fine Mancuso non risponda alla domanda fondamentale, se cioè per una vita autentica Dio sia necessario o no.
Invero, da quanto scritto nell'opera la risposta è stata data senza equivoci:
«Per una vita autentica è necessario credere in Dio? Sono convinto di no.»
Il non credente può condurre una vita autentica escludendo ogni riferimento alla trascendenza quando agisca secondo il bene e la giustizia: come del resto è nelle parole di Cristo: «Non chi dice 'Signore, Signore' entrerà nel Regno dei cieli, ma chi fa la volontà del Padre.» Ciò che conta cioè è un comportamento morale pratico piuttosto che il professarsi credente e agire contro il bene e la giustizia.
Tuttavia continua Mancuso appare chiaro come nel nostro mondo questi ideali di bene e giustizia siano continuamente calpestati e perciò occorre per chi conduce una vita autentica credere, nonostante tutto, in quegli ideali. «Per praticare il bene e la giustizia e risultare interiormente puliti occorre una certa "fede" in questi valori, senza la quale è quasi inevitabile che la sola verifica sperimentale porti al cinismo, e al non credere più a nulla...»
Questa dimensione soggettiva nel vivere una vita autentica nel segno del bene e della giustizia può essere un primo passo, afferma Mancuso, che porta alla fede in Dio poiché se l'uomo è convinto che occorra fare il bene per il bene, secondo quella morale autonoma kantiana che imposta la morale sul dovere, se l'uomo giusto fa il bene perché sente che è giusto farlo questo accade perché quel bene deriva ed è il fine di una oggettività del bene e della giustizia propria di quella dimensione eterna dell'essere che chiamiamo Dio.